# فيوميسين
فيوميسين (بالإنجليزية: Viomycin)‏ هو دواء يُستعمل في علاج:
- سل[8]

## دوره
يلعب هذا الدواء دورًا في علاج الأمراض كونه:
- مضاد حيوي
- مثبط تخليق البروتين